# موسيقى الألعاب النارية الملكية

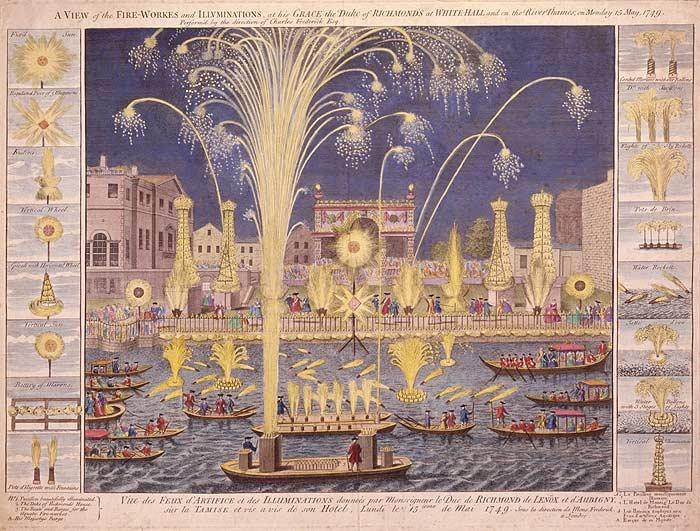
تنميش يظهر الألعاب النارية الملكية على ضفة التيمز في لندن سنة 1749.

موسيقى الألعاب النارية الملكية (رقم 351 حسب فهرس أعمال هاندل HWV) هي قطعة موسيقية متتابعة ألفها الموسيقار جورج فريدريك هاندل سنة 1748، والتي عزفت لأول مرة أمام الملك جورج الثاني ملك بريطانيا العظمى في السابع والعشرين من نيسان/أبريل سنة 1749، في السنة التالية لتأليفها.
كان الهدف من التألبف للاحتفال بانتهاء حرب الخلافة النمساوية والتوقيع على معاهدة إيه لاشابيل (1748). رافق عزف الموسيقى إطلاق الألعاب النارية، وأشرف على العرض فريق تقني من إيطاليا.

## العمل الموسيقي
تبدأ موسيقى الألعاب النارية الملكية بافتتاحية موسيقية فرنسية تضمنت رقصة بوريه bourrée ورقصتي منويت.
يتألف العمل الموسيقي من خمس حركات:
1. Ouverture: Adagio, Allegro, Lentement, Allegro
2. Bourrée
3. La Paix: Largo alla siciliana
4. La Réjouissance: Allegro
5. Menuets I and II

## اقرأ أيضاً
- موسيقى الماء